# Logain Ablar

Logain's persoonlijke vlag

Logain Ablar is in de boekenserie Het Rad des Tijds, geschreven door Robert Jordan, een Geldaanse lagere edelman en een Valse Draak die in 998N.T. oorlogen veroorzaakten in Geldan, Altara en Morland.

## Logain als Valse Draak
Logain is een lagere Geldaanse edelman uit de Mistbergen. Hij verklaarde zich in het voorjaar van 998N.T. tot de Herrezen Draak en begon een oorlog in Geldan. De koning in Jehanna kon ondanks enkele grote veldslagen die in zijn nadeel uitvielen Geldan behouden, maar het leger van Logain telde bijna tienduizend soldaten. Hij besloot Geldan met rust te laten en trok op richting Tyr, om de Steen van Tyr te veroveren.
Logain was in die tijd de schrik van de Oude Wereld: de weinige Altaranen en Morlanders die tegen hem opstonden werden afgeslacht en hele steden werden met de grond gelijk gemaakt. Uiteindelijk werd Logain vlak bij Lugard door een verenigd leger van Morland, Illian en Andor verslagen. De Aes Sedai namen Logain mee naar Tar Valon, berechte hem daar en stilde hem vervolgens waardoor hij saidin niet meer kon aanraken.

## Logain alsAsha'man
Nadat Elaida do Avriny a'Roihan de Amyrlin Zetel - Siuan Sanche - had afgezet brak de Witte Toren. Aes Sedai vluchtte naar alle windstreken om Elaida niet als Amyrlin te erkennen, en Logain vluchtte ook weg uit Tar Valon. Samen met Siuan, Leane en Min trok hij naar het plaatsje Salidar in Altara, waar de rebbelerende Aes Sedai samenkwamen om tegen Elaida te vechten. Logain vertelde hier dat hij door de Rode Ajah - de enige Ajah die Elaida compleet steunde - hem als Valse Draak had opgezet om de eer te krijgen hem gevangen te nemen.
Later wordt hij door Nynaeve Almaeren geheeld en kan hij weer geleiden. Hij ontsnapt uit Salidar en sluit zich aan bij de door de Herrezen Draak Rhand Altor opgerichte Asha'man in hun Zwarte Toren, de mannelijke tegenhangers van de Aes Sedai. Hij leidt de onderhandelingen met de Seanchan in Ebo Dar en strijdt mee tijdens een invasie van Trolloks in Tyr.

.